# 2018年平昌オリンピックのスロベニア選手団
2018年平昌オリンピックのスロベニア選手団（2018ねんピョンチャンオリンピックのスロベニアせんしゅだん）は、2018年2月9日から23日まで大韓民国江原道平昌で開催された2018年平昌オリンピックのスロベニア選手団、およびその競技結果。

## メダル
| メダル | 選手名           | 競技         | 種目               |
| ------ | ---------------- | ------------ | ------------------ |
| 銀     | ヤコフ・ファク   | バイアスロン | 男子20km個人       |
| 銅     | ジャン・コシール | スノーボード | 男子パラレル大回転 |

## アイスホッケー
- 男子